# Монтгомъри (окръг, Канзас)
Вижте пояснителната страница за други населени места с името Монтгомъри.
Окръг Монтгомъри (на английски: Montgomery County) е окръг в щата Канзас, Съединени американски щати. Площта му е 1686 km², а населението - 20 125 души. Административен център е град Индипендънс.